# Peret
Pour les articles homonymes, voir Peret (homonymie).
Peret (ou Perit) désignait, dans l'Égypte antique, la deuxième saison du calendrier nilotique (basé sur la crue du Nil).
Saison fraiche correspondant à la décrue du fleuve, elle est la saison de la levée des cultures.